# Bahía Redfish (Texas)
La bahía Redfish es una extensión suroeste de la bahía de Aransas en Texas, al norte de la bahía de Corpus Christi. Separa las ciudades de Aransas Pass e Ingleside de Port Aransas en isla Mustang.

## Características
La bahía Redfish se encuentra en N 27.9078 y W -97.11277. En general, es extremadamente poco profundo y contiene varias islas pequeñas, marismas salinas, canales y llanuras de marea poco profundas. El puente de Aransas Pass a Port Aransas divide la bahía en dos secciones.

## Ecosistema
Los extensos lechos de pradera marina más septentrionales de Texas, incluidas la hierba de tortuga (Thalassia testudinum) y la hierba de bajío (Halodule beaudettei), se pueden encontrar en la bahía. En junio de 2000, el Departamento de Parques y Vida Silvestre de Texas designó la bahía como un área científica para estudiar la pradera marina, a raíz de esto, se estableció el Área Científica Estatal de bahía Redfish. En mayo de 2006, se implantaron nuevas normas de navegación para evitar dañar la pradera. Cada febrero desde 2007, la ciudad de Aransas Pass realiza el desfile de basura y limpieza costera de bahía Redfish, un evento que fomenta la eliminación de basura y desechos de la bahía provocados por la contaminación. En 2009, noventa voluntarios limpiaron tres cargas de basura que incluían jeringas, cascos de construcción, cintas y globos reventados.

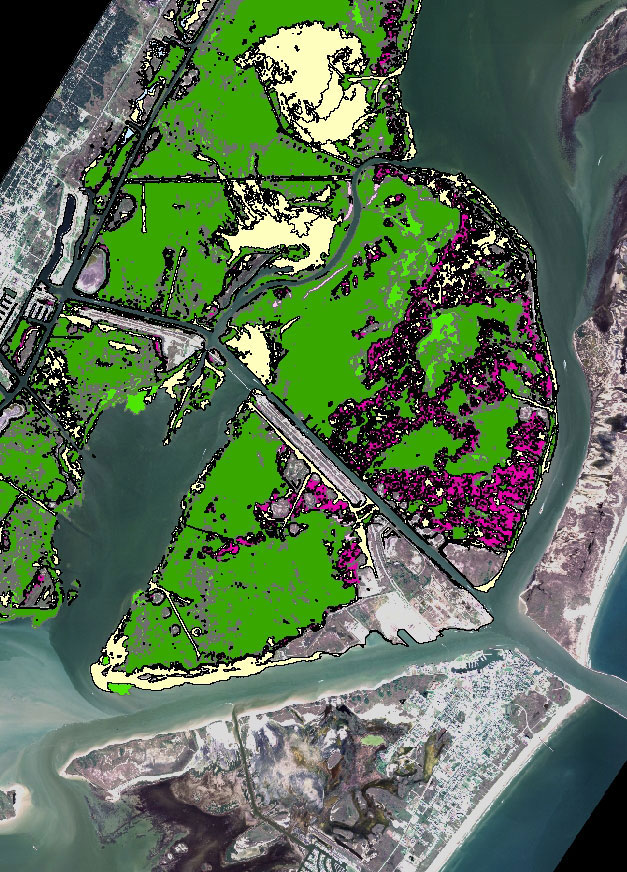
El mapa béntico de la bahía Redfish muestra pastos marinos (verde), arrecifes de ostras (rosado), fondo de arena (amarillo), manglares (magenta) y marismas salinas (azul claro).

La bahía contiene 32 000 acres (129,5 km²; 50,0 mi²) de hábitat para peces, y es un popular destino de pesca a lo largo de la costa de Texas. Entre 1975 y 1987, se sembraron en la bahía millones de corvinas rojas (Sciaenops ocellatus). Junto a la corvina, se pueden encontrar platijas al igual que truchas (Cynoscion spp.) que habitan en las fanerógamas y fondos fangosos. Se sabe que las mareas rojas afectan a la bahía, incluida una marea de 1986 que provocó la muerte en masa de muchos peces. Meses después, otra marea arrasó la bahía y la bahía de Corpus Christi hacia el sur. Se encontró un microorganismo piscicida en la bahía de Corpus Christi que se cree es el responsable.

## Industria
Hay presencia de petróleo en el fondo de la bahía. En diciembre de 1983, tres personas resultaron heridas y hubo daños de entre $ 2 y $ 3 millones a la terminal en bahía Redfish de la Corpus Christi Oil Refining Corporation cerca de la bahía en Aransas Pass, luego de la explosión de cinco tanques de petróleo.